# 大森啓生
大森 啓生（おおもり ひろき、1990年7月26日 - ）は、宮城県石巻市出身のプロサッカー選手。ポジションはディフェンダー（左サイドバック）、ミッドフィルダー。

## 来歴
塩釜FCユースから関東学院大学へ進学。3年時にはデンソーカップチャレンジサッカーの関東大学選抜候補に選出された。
2013年、ブラウブリッツ秋田へ入団したが、1年で退団。
2014年より、SC相模原に完全移籍した。
2015年をもってSC相模原を退団。
2016年より、オーストラリアのブリスベン・ストライカーズFCに移籍した。2016年・2017年と2年連続リーグ戦優勝を果たし、2018年までリーグ年間ベストイレブン2回・月間最優秀賞・チーム年間MVPを受賞。

## 所属クラブ
- 石巻山下サンファンFC
- 塩釜FCジュニアユース
- 塩釜FCユース
- 関東学院大学
- 2013年  ブラウブリッツ秋田
- 2014年 - 2015年  SC相模原
- 2016年 - 2019年  ブリスベン・ストライカーズFC

## 個人成績
| 国内大会個人成績 | 国内大会個人成績 | 国内大会個人成績 | 国内大会個人成績 | 国内大会個人成績 | 国内大会個人成績 | 国内大会個人成績 | 国内大会個人成績 | 国内大会個人成績 | 国内大会個人成績 | 国内大会個人成績 | 国内大会個人成績 |
| 年度             | クラブ           | 背番号           | リーグ           | リーグ戦         | リーグ戦         | リーグ杯         | リーグ杯         | オープン杯       | オープン杯       | 期間通算         | 期間通算         |
| 年度             | クラブ           | 背番号           | リーグ           | 出場             | 得点             | 出場             | 得点             | 出場             | 得点             | 出場             | 得点             |
| 日本             | 日本             | 日本             | 日本             | リーグ戦         | リーグ戦         | リーグ杯         | リーグ杯         | 天皇杯           | 天皇杯           | 期間通算         | 期間通算         |
| ---------------- | ---------------- | ---------------- | ---------------- | ---------------- | ---------------- | ---------------- | ---------------- | ---------------- | ---------------- | ---------------- | ---------------- |
| 2013             | 秋田             | 2                | JFL              | 21               | 1                | -                | -                | 0                | 0                | 21               | 1                |
| 2014             | 相模原           | 30               | J3               | 18               | 0                | -                | -                | -                | -                | 18               | 0                |
| 2015             | 相模原           | 30               | J3               | 24               | 2                | -                | -                | -                | -                | 24               | 2                |
| 通算             | 日本             | 日本             | J3               | 42               | 2                | -                | -                | -                | -                | 42               | 2                |
| 通算             | 日本             | 日本             | JFL              | 21               | 1                | -                | -                | 0                | 0                | 21               | 1                |
| 総通算           | 総通算           | 総通算           | 総通算           | 53               | 3                | -                | -                | 0                | 0                | 53               | 3                |

- Jリーグ初出場 - 2014年3月9日 J3第1節 対ツエーゲン金沢（相模原ギオンスタジアム）
- Jリーグ初得点 - 2015年7月5日 J3第19節 対YS横浜戦（ニッパツ）